# Југославија на Зимским олимпијским играма 1948.
Југославија (Федеративна Народна Република Југославија) је четврти пут учествовала на Зимским олимпијским играма одржаним 1948. године у Санкт Морицу, Швајцарска.
Југославија је на ове игре послала укупно седамнаест такмичара који су се такмичили у нордијском дисциплинама и алпском скијању. Као и на три претходне олимпијаде, југословенски спортисти нису освојили ни једну медаљу. Најбољи пласман остварио је Јоже Книфич заузевши 14. место у трци на 50 км.

## Алпско скијање
Мушки
| Скијаш         | Дисц.  | Трка 1 | Трка 1 | Трка 2 | Трка 2 | Укупно | Укупно |
| Скијаш         | Дисц.  | Време  | Поз.   | Време  | Поз.   | Време  | Поз.   |
| -------------- | ------ | ------ | ------ | ------ | ------ | ------ | ------ |
| Саша Молнар    | Спуст  |        |        |        |        | НЗ     | -      |
| Јоже Бертонцељ | Спуст  |        |        |        |        | 4:00.2 | 80     |
| Цирил Прачек   | Спуст  |        |        |        |        | 3:52.3 | 71     |
| Матевж Луканц  | Спуст  |        |        |        |        | 3:50.3 | 69     |
| Славко Луканц  | Спуст  |        |        |        |        | 3:37.1 | 54     |
| Тине Мулеј     | Спуст  |        |        |        |        | 3:21.1 | 36     |
| Франци Чоп     | Слалом | 1:24.8 | 34     | 1:18.9 | 39     | 2:43.7 | 36     |
| Матевж Луканц  | Слалом | 1:17.2 | 25     | 1:13.7 | 30     | 2:30.9 | 27     |
| Тине Мулеј     | Слалом | 1:15.0 | 21     | 1:36.0 | 56     | 2:51.0 | 40     |
| Саша Молнар    | Слалом | 1:11.4 | 13     | 1:12.0 | 28     | 2:23.4 | 18     |

 Алпска комбинација - мушкарци
Резултати у спусту су узимани из трке која се одржавала самостално и за коју је добијена посебна медаља и рачунао посебан пласман, резултати се виде у горњој табели. Слалом се одржавао одвојено и резултати су дати у доњој табели.
| Скијаш         | Слалом  | Слалом  | Слалом | Укупно (спуст + слалом) | Укупно (спуст + слалом) |
| Скијаш         | Време 1 | Време 2 | Поз.   | Поена                   | Поз.                    |
| -------------- | ------- | ------- | ------ | ----------------------- | ----------------------- |
| Јоже Бертонцељ | 1:38.5  | 1:19.6  | 43     | 55.14                   | 51                      |
| Матевж Луканц  | 1:29.3  | 1:13.1  | 31     | 42.81                   | 37                      |
| Славко Луканц  | 1:27.1  | 1:15.4  | 32     | 35.45                   | 34                      |

## Скијашко трчање
Мушки
| Спортиста                                             | Дисциплина      | Позиција | Резултат                                        |
| ----------------------------------------------------- | --------------- | -------- | ----------------------------------------------- |
| Алојз Кланчник                                        | 18 km (м)       | 69.      | 1:33.02 (+20.12)                                |
| Јоже Книфич                                           | 18 km (м)       | 55.      | 1:29.01 (+16.11)                                |
| Јоже Книфич                                           | 50 km (м)       | 14.      | 4:26.00 (+38.12)                                |
| Матевж Кордеж                                         | 18 km (м)       | 53.      | 1:28.37 (+14.47)                                |
| Матевж Кордеж                                         | 50 km (м)       | 16.      | 4:27.25 (+39.37)                                |
| Тоне Погачник                                         | 18 km (м)       | 56.      | 1:29.08 (+16.18)                                |
| Тоне Разингер                                         | 18 km (м)       | 51.      | 1:28.24 (+14.34)                                |
| Франц Смолеј                                          | 50 km (м)       | 15.      | 4:26.12 (+38.24)                                |
| Тоне Разингер Тоне Погачник Матевж Кордеж Јоже Книфич | 4x10 km штафета | 9.       | 2:55.55 (+8.07) (41.16 / 43.08 / 45.01 / 46.30) |

## Нордијска комбинација
Мушки
| Спортиста     | Дисциплина | Позиција | Резултат                                                              |
| ------------- | ---------- | -------- | --------------------------------------------------------------------- |
| Тоне Разингер | мушки      | 24.      | 352,45 поена 18 km: 176,25 (1:28.24) Збирно: 176,2 (53,5+51,5+55,5 m) |

## Скијашки скокови
Мушки
| Спортиста      | Дисциплина  | Позиција | Резултат                  |
| -------------- | ----------- | -------- | ------------------------- |
| Карел Кланчник | мушки 120 m | 23.      | 197,2 поена (58,0+65,5 м) |
| Франц Прибошек | мушки 120 m | 32.      | 187,4 поена (54,5+57,0 м) |
| Јанез Полда    | мушки 120 m | 41.      | 145,2 поена (63,5+71,0 м) |
| Јанко Межик    | мушки 120 m | 43.      | 136,9 поена (61,0+62,0 м) |